# Argyreia splendens
Argyreia splendens är en vindeväxtart som först beskrevs av Hornemann, och fick sitt nu gällande namn av Robert Sweet. Argyreia splendens ingår i släktet Argyreia och familjen vindeväxter. Inga underarter finns listade i Catalogue of Life.